# Missão do Sagrado Coração de Jesus
Die Missão do Sagrado Coração de Jesus (deutsch Mission des Heiligsten Herz Jesu) in Soibada ist ursprünglich eine christliche Mission im Landesinneren der osttimoresischen Gemeinde Manatuto. Sie beherbergt die älteste, bestehende Missionsschule des Landes, die auch das Coimbra Osttimors genannt wird. In der katholischen Schule im Suco Manlala (638 m Meereshöhe) werden 600 Schüler von 6 bis 16 Jahren unterrichtet, davon leben 78 im Konvent mit den drei Nonnen, die als Lehrkräfte in der Schule arbeiten.

## Geschichte

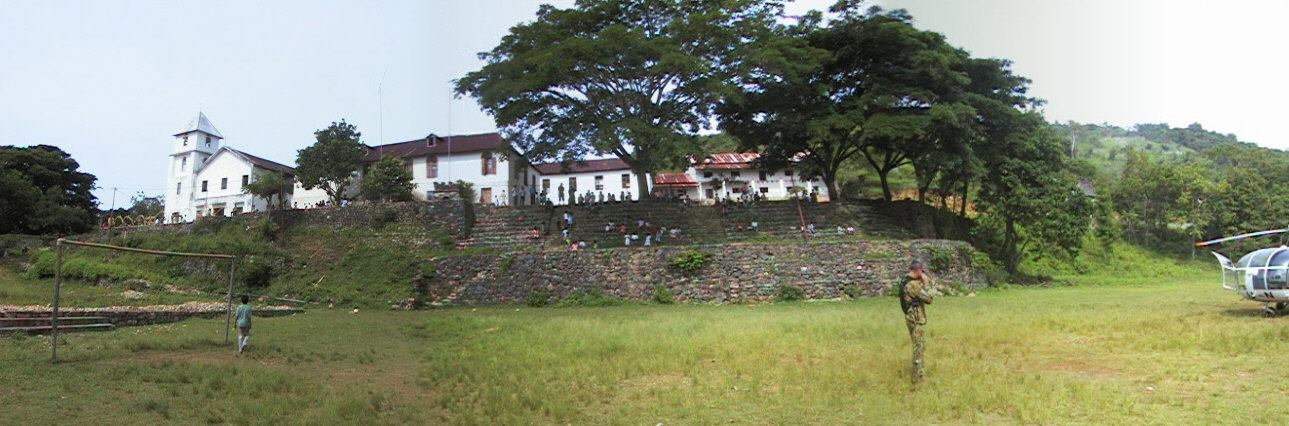
Die Mission in Soibada

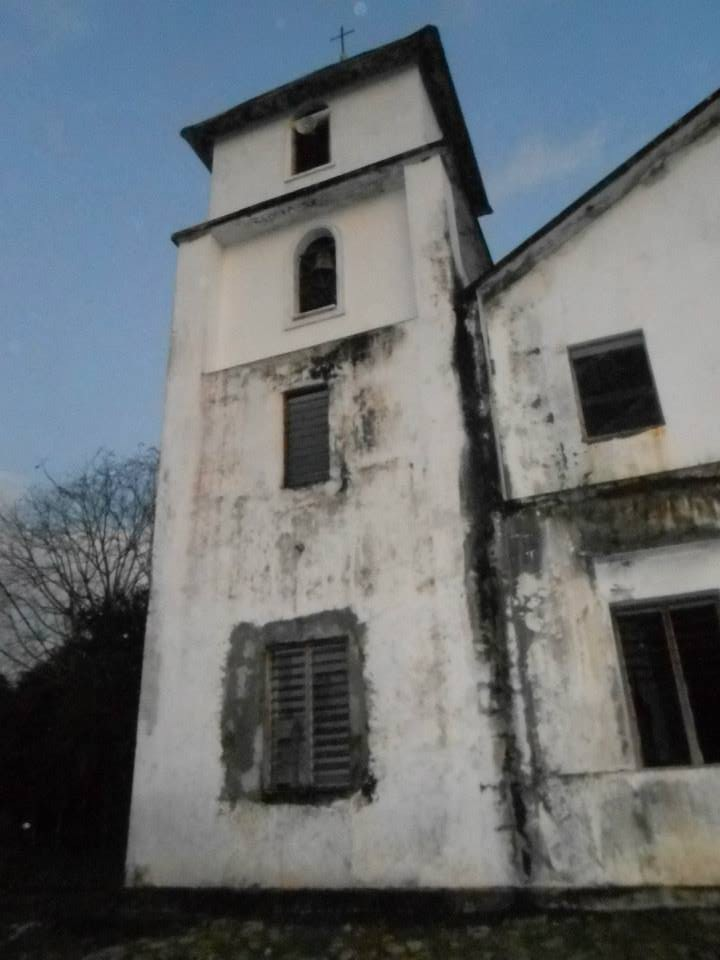
Der Turm der Mission (2013)

Anfang des 18. Jahrhunderts missionierte der Dominikaner Manuel de Santo António in Samoro und bekehrte den hiesigen Liurai, der traditionellen Herrscher Timors, zum Christentum. Zu Samoro gehörte auch Soibada. 1856 registrierte die Portugiesen im Hochland von Manatuto allerdings keine Christen mehr.
1899 gründeten drei Jesuiten, unter der Leitung von Pater Sebastião Aparício da Silva, die Mission in Soibada, die damals aus einfachen Hütten bestand. Silva hatte zunächst das klimatisch günstig und zentral gelegene Barique als Standort wählen wollen, doch der örtliche Liurai Dom Hipólito dos Reis Cunha Ornai befürchtete Rivalitäten zwischen den Jesuiten und den bereits ansässigen Missionaren. Dom André Doutel Sarmento, der Liurai von Samoro lud daraufhin die Jesuiten ein. Hier leitete Pater António Antunes an einem Ort namens Uma-Klouk am Fluss Sáhen bereits eine Mission. Die Jesuiten entschieden sich dann für den Ort Wee-Soibada (fortan Soibada genannt). Er war von der Küste aus leicht zu erreichen und verfügte über reichlich Wasser, Holz und andere Baumaterialien.
1900 wurde Silva zum Generalvikar für den Süden der Kolonie ernannt, mit seinem Sitz in Soibada. Im selben Jahr begann der Bau des Wohnhauses der Missionare, der Herz-Jesu-Kirche (fertiggestellt 1904) und zweier Colégios. Das Colégio Nuno Álvares Pereira für die Jungen wurde 1904 eröffnet. Das Colégio da Imaculada Conceição für Mädchen begann mit seinem Betrieb bereits 1902. Es unterstand den Schwestern der Canossianer. Außerdem eröffnete Silva zwei Berufsschulen für Tischler und Maurer, eine Seifensiederei und er baute die Landwirtschaft aus, einschließlich von Reisfeldern in Clacuc. Die Mädchen lernten im Colégio Portugiesisch, Nähen, Sticken und Weben. Pater Manuel Fernandes Ferreira, der mit Silva nach Soibada kam, unterrichtete die Jungen in den akademischen Fächer und gab Unterricht in Rechnen und Portugiesisch, während Pater Sebastião Silva die praktische Ausbildung in verschiedenen Handwerken überwachte. Ferreira leitete 1903 ein Musikorchester in der Jungenschule. Soibada war in dieser Zeit das religiöse und Bildungszentrum auf Timor. Pater Serafim Nazareth baute eine Sternwarte und unterrichtete die Jungen in Astronomie, wobei er Instrumente wie das Anemometer und das Hygrometer verwendete, die er selbst entwickelt hatte. 1909 arbeiteten in Soibada neben Silva und Fernandes noch der Priester José Marques Atalaia und die drei Laienbrüder António Amaral, António Claudino und Julio de Sousa.
Am 23. Dezember 1910 wurden die Jesuiten aber auf Befehl der neuen, republikanischen Verwaltung aus Soibada vertrieben. Diözesanpriestern übernahmen die Leitung. Die Mädchenschule wurde geschlossen und ihr neues Zinkdach auf Anordnung des Gouverneurs entfernt, der es zur Abdeckung eines anderen staatlichen Gebäudes verwenden wollte.  Die Canossianerinnen konnten erst 1923 wieder zurückkehren und ihre Mädchenschule wieder eröffnen. Das Dekret von 1910 wurde aber erst mit der neuen portugiesischen Verfassung von 1933 und den Gesetzen von 1935 wieder aufgehoben, Am 13. Oktober 1936 wurde in Soibada das Priesterseminar Nossa Senhora da Fatima gegründet. Außerdem gab es mit der Escola São Francisco Xavier nun eine Schule zur Ausbildung von Katecheten.
Die Gebäude der Mission entkamen weitgehend der Zerstörung im Zweiten Weltkrieg durch die Japaner, da der lokale Herrscher Raimundo Doutel Sarmento sich für sie einsetzte. Zerstört wurde das Priesterseminar. Doch nach dem Krieg begann der Abstieg von Soibada. 1951 wurde das Priesterseminar und die Katechetenschule nach Dare verlegt und in Barique eine Diözese gegründet.
1958 kehrten die Jesuiten nach Soibada zurück, als unter Bischof Jaime Garcia Goulart das Priesterseminar in Soibada neu eröffnet wurde. Als letzter Jesuit wurde 1987 João Felgueiras nach Soibada geschickt.
In der Schule wurden erstmals die Kinder der Liurais europäisch erzogen und ausgebildet. Diese neue Generation bildete später eine neue, christliche Elite in der Kolonie, auf die sich die portugiesische Herrschaft stützen konnte. Auch der Freiheitskämpfer und Dichter der Nationalhymne Osttimors Francisco Borja da Costa, der spätere Bischof Alberto Ricardo da Silva und die Staatspräsidenten Nicolau dos Reis Lobato und José Ramos-Horta gingen hier auf das Colégio Nuno Álvares Pereira.
Seit der Unabhängigkeit Osttimors unterstützt die Hilfsorganisation Pittwater Friends of Soibada den Ort Soibada auch beim Erhalt der Gebäude.

## Bauwerk

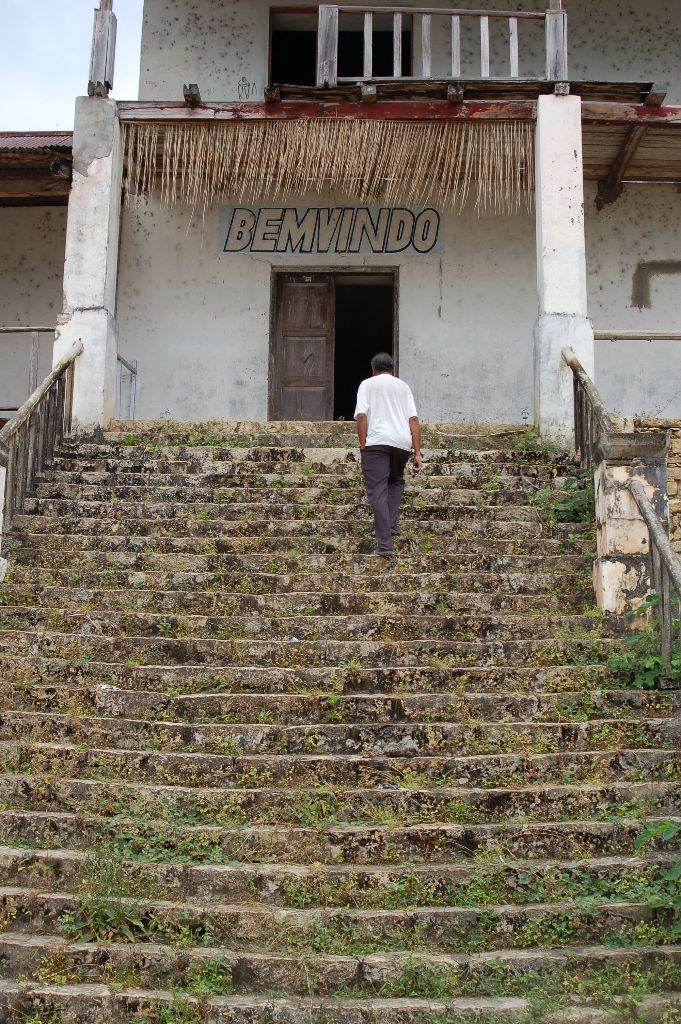
Eingang zum Colégio

Die Gebäude bestehen aus weiß getünchten Stein und sind auf einem Hügel errichtet worden. Das Hauptgebäude verfügt über ein Erd- und ein Obergeschoss und einen Dachboden. Die anderen Häuser verfügen über die gesamte Länge über eine Galerie, die als Veranda dient. Es gibt eine kleine Klausur und eine große, äußere Steintreppe, die in Form eines Freiluft-Auditoriums angelegt ist. Der Komplex bildet in der Art ein Benediktinerkloster nach. Auffällig sind die klaren geometrischen Formen und die mit doppelten, dunkelbraunen Holzfensterläden geschlossenen Galeriebögen, die dem lokalen Klima geschuldet sind. Die Türen und Fenster der unteren Etage haben gerade Stürze, während diejenigen der oberen Etage halbrund sind. Ein Portikus mit dreieckigen Giebel und zwei Säulen bildet den Haupteingang zu beiden Etagen des Gebäudes. Die Säulen bilden ein Paar mit zwei weiteren Säulen, die an die Fassade grenzen, so dass eine vom Giebel überdachte Veranda entsteht.

## Galerie

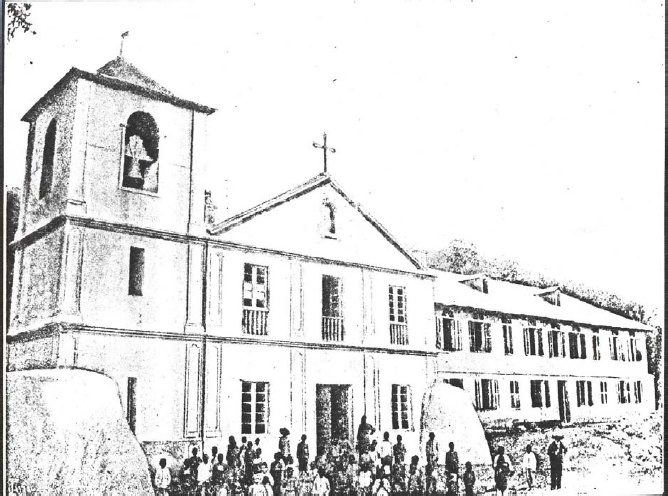
Kirche des Colégios 1913
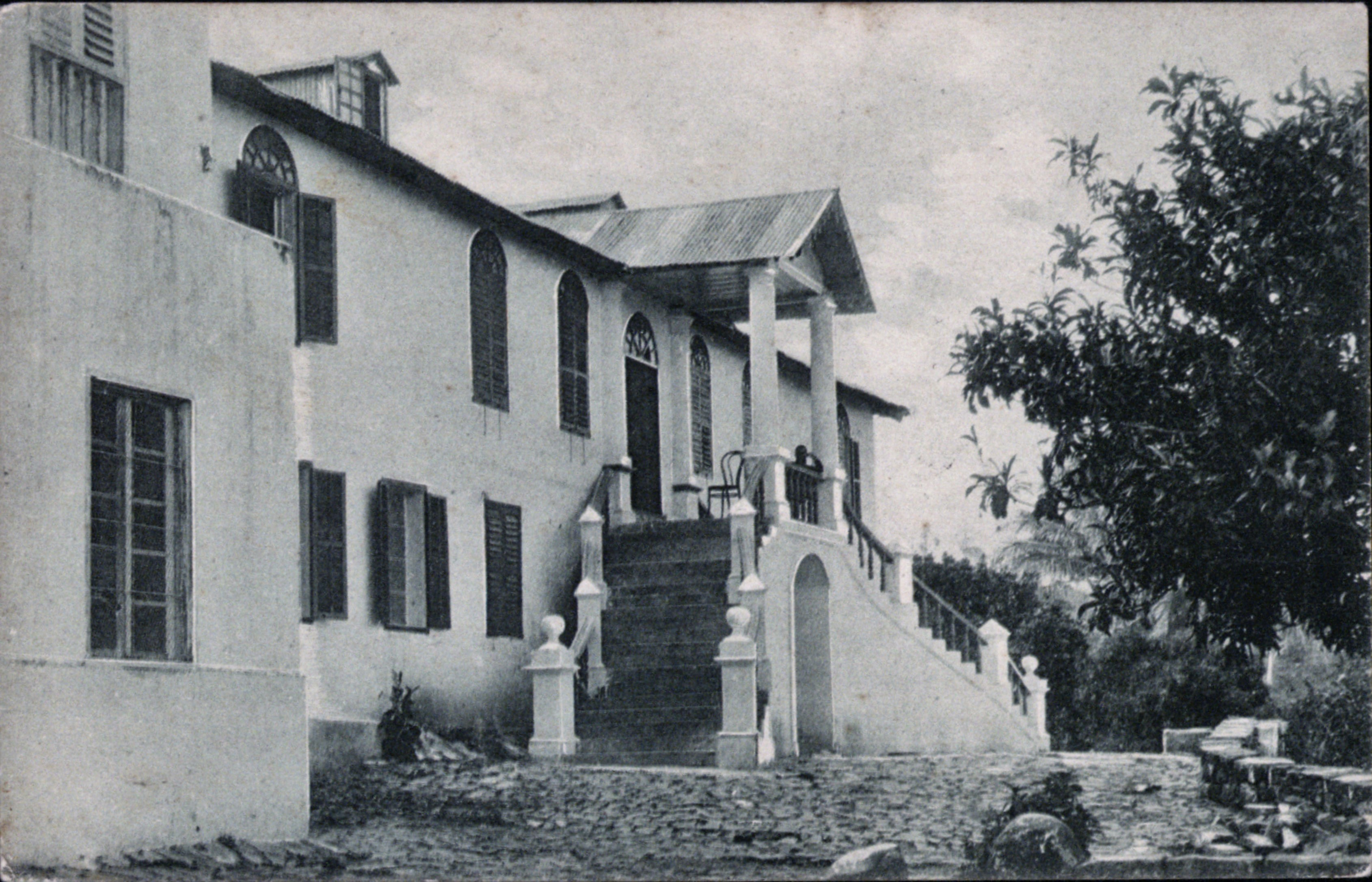
Die Mission in der Kolonialzeit
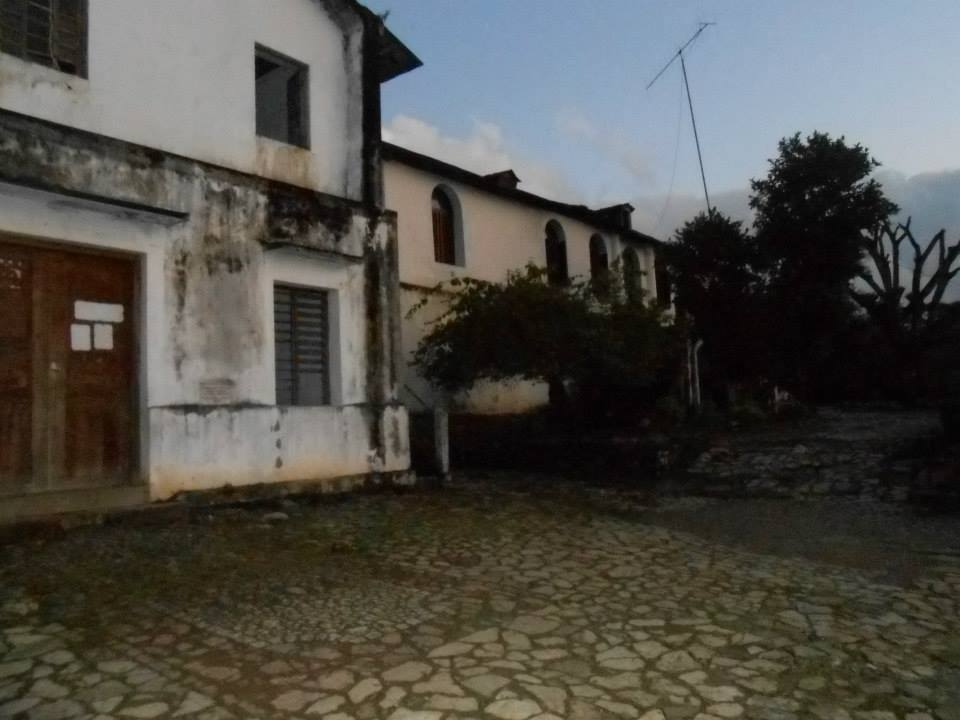
Colégio
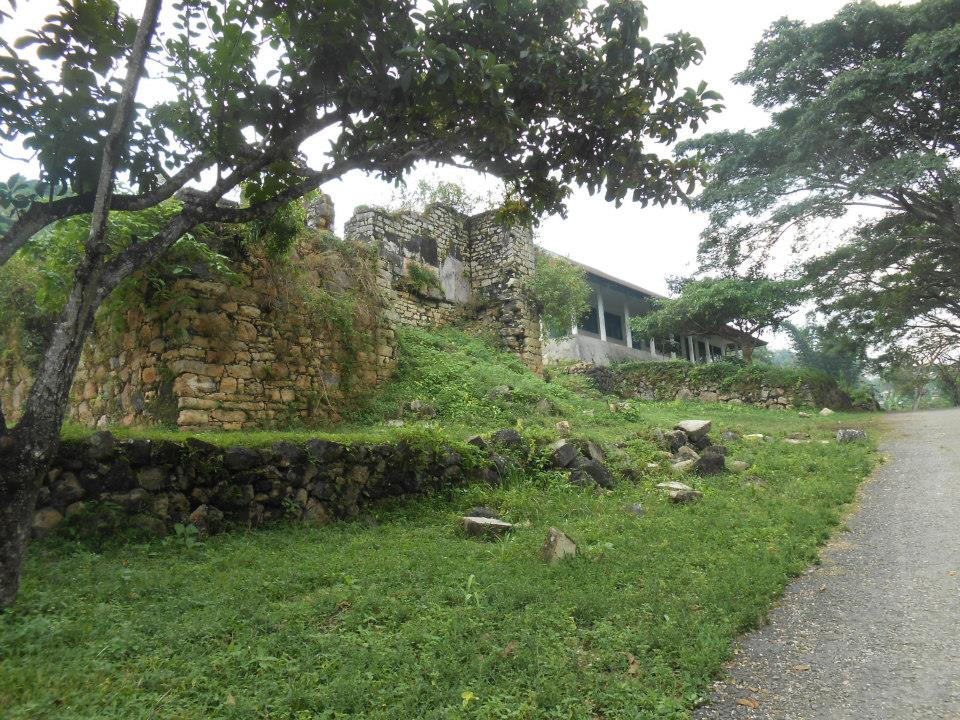
Colégio
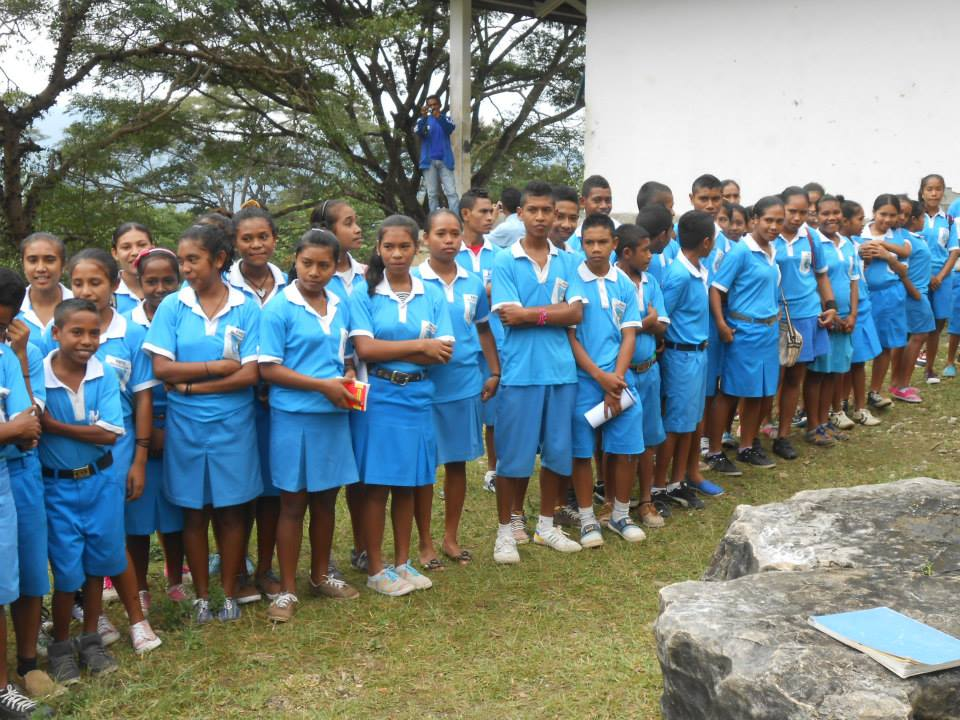
Schüler des Colégio
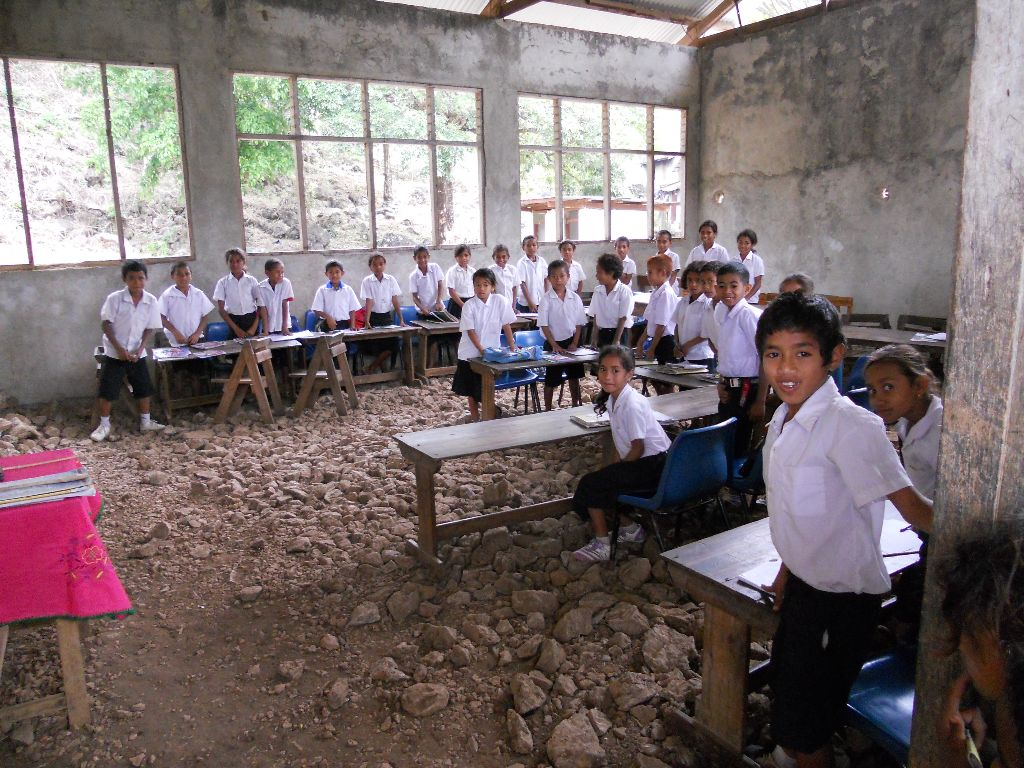
Klassenzimmer im Colégio